# Till Lindemann
Till Lindemann (Leipzig, 4 de janeiro de 1963) é um poeta, compositor, ator, e vocalista da banda alemã Rammstein. Filho de Brigitte "Gitta" Hildegard e do poeta Werner Lindemann, cresceu no vilarejo de Wendisch-Rambow, em Schwerin, no estado de Mecklemburgo-Pomerânia Ocidental. Ex-campeão da Europa de natação pela antiga Alemanha Oriental quando jovem, teve que abandonar o desporto devido a um rompimento muscular abdominal (cuja cicatriz pode ser vista no vídeo Live aus Berlin).
Após vários incidentes, como o ocorrido na Treptow Arena, em Berlim, no show "100 Jahre Rammstein", em 27 de setembro de 1996, quando uma estrutura de ferro com o nome da banda em chamas (a mesma que pode vista no início do videoclipe de "Engel") caiu sobre o palco, ferindo cinco pessoas, Till dedicou-se ao estudo de técnicas de pirotecnia e formou-se como pirotecnista profissional, característica que marca os concertos do Rammstein. O Rammstein passou a manter uma equipe especializada de pirotécnicos, com os quais Lindemann aprendeu.
Antes de Rammstein, Till trabalhou fazendo cestos quando morou em Schwerin e foi baterista da banda First Arsch, também conhecida como "First Art". Era uma banda Punk com sede em Schwerin. Fizeram um álbum intitulado Saddle up. Till também tocou numa banda chamada Feeling B. Uma música chamada "Lied von der unruhevollen Jugend" ("Música da juventude incansável") encontra-se no álbum Hea Hoa Hoa Hoa Hea Hoa Hea (1990). Mais tarde, nos anos 1990, Lindemann começou a escrever letras.
Till é o vocalista do grupo, embora tenha sido baterista na sua banda anterior. Um dos seus movimentos no palco é o de bater com o punho na sua perna ao ritmo dos riffs, da mesma maneira como fazem os ferreiros — ele também faz isso quando sente dor no joelho. Till tem um problema na patela, que às vezes sai do lugar e só volta com um impacto na perna. Como Till disse em uma entrevista que pode ser vista no DVD Vídeos 1995-2012, no making-of de um dos vídeos, ele disse: "Eu tenho um problema no joelho e, quando piso mal, minha patela sai do lugar. Quando eu era mais jovem, quando eu sentia isso, eu batia no joelho, como faço nos shows, e a patela voltava para o lugar e melhorava."

## Projetos paralelos

### Lindemann
Em dezembro de 2014, Till Lindemann anunciou juntamente com Peter Tägtgren das bandas Pain e Hypocrisy seu novo projeto solo que tem o nome de "Lindemann". Em janeiro de 2015, a banda assinou contrato com a Warner Music, e não com a Universal Music como era com o Rammstein. O Primeiro álbum do projeto saiu em junho de 2015: Skills in Pills. Em 2020, o segundo álbum "F & M" foi lançado pela Universal Music. O projeto foi encerrado em  novembro de 2020, e como despedida foi lançado o álbum ao vivo "Live in Moscow".

### Till Lindemann
Ainda em 2020, Till iniciou seu projeto solo, usando seu próprio nome. Lançou em dezembro de 2020 um cover de "Alle tage ist kein Sonntag", de Karel Gott, com a colaboração do violinista David Garrett. Em Abril de 2021 lançou um cover da música russa "Любимый город" ("Lubimiy Gorod"), de Mark Bernes, de 1939. Em maio de 2021 foi lançada "Ich hasse Kinder". Em novembro de 2021, Till fez uma participação na música "Le Jardin des Larmes", da cantora francesa Zaz. Em agosto de 2023, Till lançou o single e vídeo de "Zunge", e anunciou um álbum com o mesmo nome para Novembro. No vídeo, Till realiza interações frente-a-frente com tigres de circo, tem a boca costurada e faz o processo de endoscopia para a filmagem do vídeo. Nenhum efeito especial ou dublê foi usado no vídeo. Em setembro, Lindemann lançou um single com três músicas, um vídeo com duração de 18 minutos também foi lançado incluindo as três músicas. "Nass", "Schweiss" e "Lecker" foram lancadas em 29 de setembro de 2023. Em 25 de outubro foi divulgado um teaser do video de "Sport Frei", lançado em 27 de outubro. Zunge, NSL e Sport Frei foram lançados independentemente por Till Lindemann, e não pela Universal Music, como de costume. O material foi divulgado pela plataforma Distrokid. Seu primeiro álbum "Zunge", foi lançado em 3 de novembro de 2023 em edição digital e em 17 de novembro em CD e 1 de dezembro em vinil. A versão física incluiu "Ich hasse Kinder" no álbum.

#### Ich hasse Kinder Tour 2022
No final de 2021 foi anunciada a turnê "Ich hasse Kinder Tour 2022", iniciando no dia 1 de janeiro de 2022 em Israel, e teve um segundo show em Dubai, nos Emirados Árabes Unidos no dia 4 de janeiro. Em 13 de janeiro, foi anunciado por meio das redes sociais de Till, que devido à pandemia, as datas marcadas foram adiadas para novembro de 2022. Os shows que estavam marcados para a Rússia foram cancelados como protesto e repúdio à invasão da Ucrânia pela Rússia Nos shows as músicas do Lindemann também são tocadas ao vivo. A banda para os shows é composta por Emily Rudivich e Jes Paige nas guitarras, Acey Slade (guitarrista do Misfits) no baixo e Sandy Beaches (Joe Letz, baterista do Combichrist e Emigrate) na bateria. As datas que estavam previstas para novembro de 2022 foram adiadas novamente para o outono de 2023 e em nota, a equipe afirmou que mais datas seriam anunciadas.
Em dezembro de 2022 a banda se apresentou no festival Hell & Heaven no México, substituindo o Meshuggah. Nesta apresentação, os Acey Slade não pôde se apresentar e Danny Lohner o substituiu no baixo, e Constance Day se juntou à banda nos teclados.
| Data original         | Adiado para                               | Cidade      | País                   | Local              | Apresentação de abertura |
| --------------------- | ----------------------------------------- | ----------- | ---------------------- | ------------------ | ------------------------ |
| 1 de janeiro de 2022  | —                                         | Holon       | Israel                 | Holon Toto Hall    | —                        |
| 4 de janeiro de 2022  | —                                         | Dubai       | Emirados Árabes Unidos | Coca-Cola Arena    | DJ Michelle/Morgenshtern |
| 18 de janeiro de 2022 | 16 de novembro de 2022 (Adiado para 2023) | Kiev        | Ucrânia                | Stereo Plaza       | —                        |
| 23 de janeiro de 2022 | 18 de novembro de 2022 (Adiado para 2023) | Riga        | Letónia                | Arena Riga         | —                        |
| 22 de janeiro de 2022 | 22 de novembro de 2022 (Adiado para 2023) | Praga       | Chéquia                | Tipsport Arena     | —                        |
| 20 de janeiro de 2022 | 24 de novembro de 2022 (Adiado para 2023) | Bratislava  | Eslovênia              | Incheba Expo Arena | —                        |
| 24 de janeiro de 2022 | (Cancelado)                               | Tallinn     | Estónia                | Tondiraba Ice Hall | —                        |
| 26 de janeiro de 2022 | 5 de dezembro de 2022 (Cancelado)         | Novosibirsk | Rússia                 | Expocenter         | —                        |
| 28 de janeiro de 2022 | 11 de dezembro de 2022 (Cancelado)        | Moscou      | Rússia                 | Adrenaline Stadium | —                        |

#### Apresentação em festivais
| Data                  | Cidade | País   | Local       | Festival               |
| --------------------- | ------ | ------ | ----------- | ---------------------- |
| 2 de dezembro de 2022 | Toluca | México | Foro Pegaso | Heaven & Hell Festival |

#### Ich hasse Kinder Tour 2023
| Data                   | Cidade     | País      | Local              |
| ---------------------- | ---------- | --------- | ------------------ |
| 22 de novembro de 2023 | Praga      | Chéquia   | Tipsport Arena     |
| 24 de novembro de 2023 | Bratislava | Eslovênia | Incheba Expo Arena |

## Alegações de abuso sexual e arquivamento do caso
Em junho de 2023, uma mulher apresentou alegações de que foi recrutada por uma mulher russa nas redes sociais e "preparada" para fazer sexo com Lindemann. Ela alegou que sua bebida foi adulterada em um show na Lituânia. Ela disse que foi conduzida a uma pequena sala embaixo do palco. "Till chega e eu imediatamente disse: 'Till, se você está aqui para fazer sexo. Eu não vou fazer isso'." Ela disse que Lindemann reagiu com raiva e foi embora. Ela enfatizou nas redes sociais que não foi agredida sexualmente, disse que sua memória da noite estava "embaçada" e ela se lembra de ter sentido náuseas e vômitos em uma festa após o show. Ela afirmou não lembrar de parte da noite e acordou no dia seguinte com machucados pelo corpo, sem saber como eles aconteceram. Posteriormente, várias outras mulheres fizeram acusações de má conduta sexual contra Lindemann. Essas alegações provocaram uma resposta generalizada dos fãs e do público em geral. A banda negou qualquer irregularidade, embora tenham afirmado que estavam conduzindo uma investigação interna. O Ministério Público de Berlim declarou que abriu uma investigação: "Processos preliminares foram iniciados contra Till Lindemann por acusações relacionadas a crimes sexuais e distribuição de narcóticos." Eles abriram a investigação por sua própria iniciativa, bem como "com base em várias denúncias criminais apresentadas por terceiros", referindo-se a pessoas não diretamente envolvidas nos supostos incidentes.
Em 29 de agosto de 2023, os promotores do Ministério Público de Berlim, anunciaram o fim da investigação e o arquivamento do caso, iniciada em junho, contra Lindemann, por faltas de provas.
"A avaliação das provas disponíveis (...) e a audiência das testemunhas não permitiram estabelecer que o acusado teve relações sexuais não consensuais com mulheres', afirmou o MP da capital alemã.

## Discografia

### Rammstein

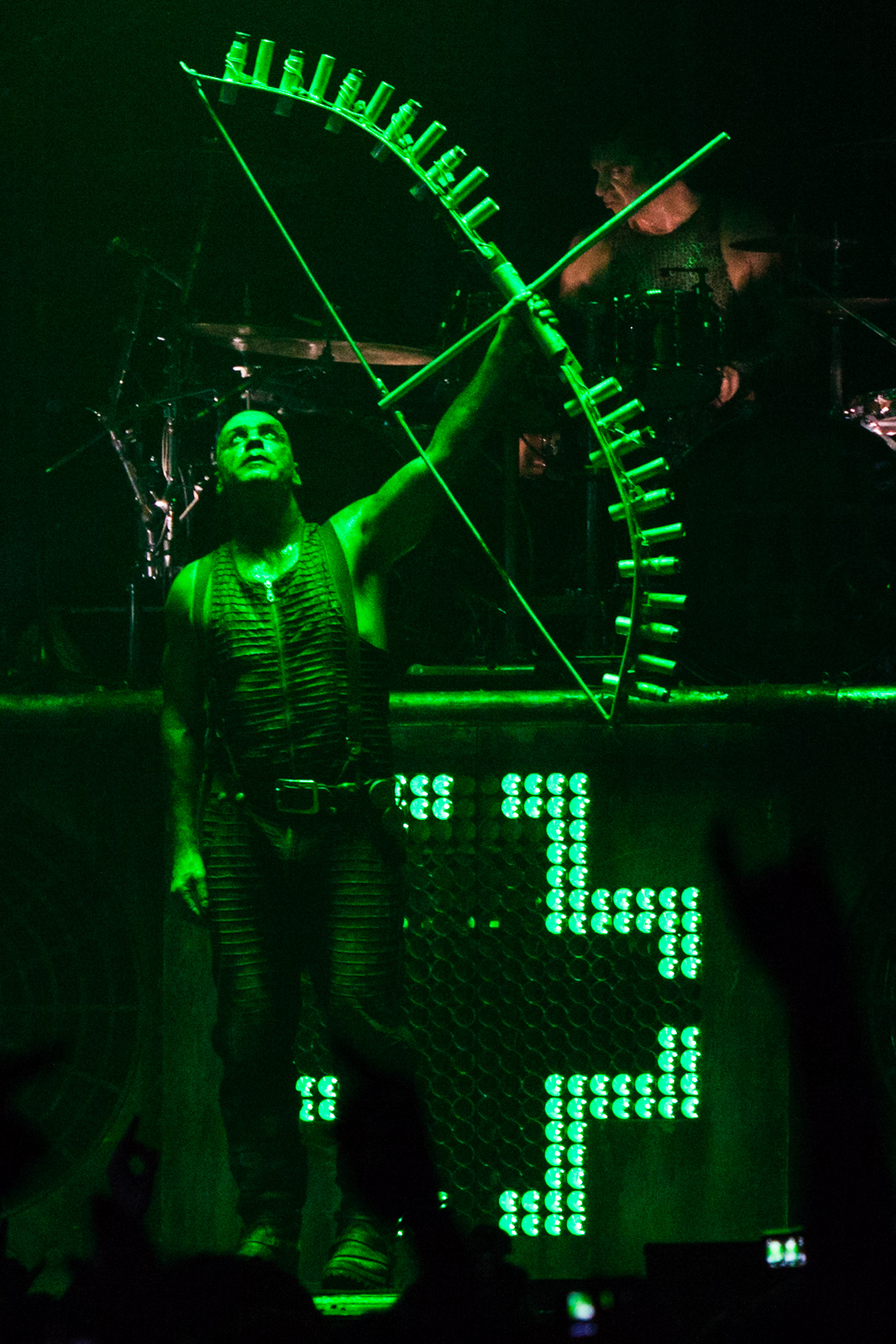
Till durante a performance de "Du riechst so gut" em 2012

- 1995 - Herzeleid
- 1997 - Sehnsucht
- 2001 - Mutter
- 2004 - Reise, Reise
- 2005 - Rosenrot
- 2009 - Liebe ist für alle da
- 2019 - Rammstein
- 2022 - Zeit

### Lindemann
- 2015 - Skills in Pills[9][10]
- 2019 - F & M
- 2021 - Live in Moscow (ao vivo)

### Till Lindemann
- 2020 - Alle Tage ist kein Sonntag (com participação de David Garrett) (single) - 11 de dezembro de 2020
- 2021 - Любимый город (Lubimiy Gorod) (para o filme "Devyatayev") (single) - 22 de abril de 2021
- 2021 - Ich hasse Kinder (single) - 31 de maio de 2021
- 2023 - Zunge (single) - 8 de setembro de 2023
- 2023 - Nass/Schweiss/Lecker (single) - 29 de setembro de 2023
- 2023 - Sport Frei (single) - 27 de outubro de 2023
- 2023 - Zunge (álbum) - 3 de novembro de 2023
- 2023 - Entre dos Tierras (single) - 25 de dezembro de 2023
- 2024 - Übers Meer (Remix por Burak Yeter - single) - 3 de maio de 2024
- 2024 - Übers Meer (single) - 17 de setembro de 2024
- 2024 - Meine Welt (single) - 20 de dezembro de 2024
- 2025 - Und die Engel singen (single) - 11 de Junho de 2025

### Participação com outros artistas
- 2021 - Zaz - Le Jardin des Larmes
- 2023 - Kovacs - Child of Sin
- 2024 - Phantom Vision - Allein bin Ich In guter Gesellschaft